# Эрзурумский мир
Эрзурумский мир — два подписанных в Эрзуруме договора, завершившие турецко-персидскую войну 1821—1823 годов и определившие линию границы между Персией и Османской империей.

## Первый договор
Первый Эрзурумский договор был подписан 28 июля 1823 года. Он подтвердил старые границы, установленные ещё Зухабским договором 1639 года. Тем самым остались неурегулированными все пограничные споры, которые привели к войне.

## Второй договор
Из-за неурегулированности вопроса о границах серия пограничных инцидентов в Курдистане в 1830-х годах чуть было опять не привела к войне между Персией и Османской империей. Поэтому в мае 1847 года в Эрзуруме был подписан договор, согласно которому Курдистан был разделён между Персией и Османской империей, и была назначена специальная комиссия для демаркации границы, которая завершила свою работу к 1914 году.